# ديك ميلر (كرة سلة)
ديك ميلر (بالإنجليزية: Dick Miller)‏ مواليد 26 أبريل 1958 في ميلواكي - الوفاة 11 يناير 2014، كان لاعب كرة سلة أمريكي. بدأ مسيرته الاحترافية في سنة 1980. تم اختياره من قبل فريق إنديانا بايسرز خلال الدرافت. بلغ طوله 6 قدم 6 بوصة (2.0 م). حقق المركز الأول في دورة الألعاب الأمريكية 1979. اعتزل اللعب في 1984.

## المسيرة الاحترافية
لعب مع إنديانا بايسرز في سنة 1980، ثم لعب مع يوتا جاز في موسم 1980–1981، ثم لعب مع نادي بلد الوليد لكرة السلة في الدوري الإسباني في موسم 1981–1982، ثم لعب مع نادي جرانوليريس لكرة السلة في موسم 1983–1984.

## الميداليات
| الميدالية | المسابقة                    |
| --------- | --------------------------- |
| ذهبية     | دورة الألعاب الأمريكية 1979 |

## روابط خارجية
- ديك ميلر على موقع إن بي أي (الإنجليزية)
- ديك ميلر على موقع سبورتس رفرنس (الإنجليزية)
- ديك ميلر على موقع الدوري الإسباني لكرة السلة (الإسبانية)
- ديك ميلر على موقع كلية كرة السلة في سبورتس رفرنس.كوم (الإنجليزية)
- ديك ميلر على موقع ريلجم (الإنجليزية)
- ديك ميلر على موقع بروبوليرز (الإنجليزية)
- ديك ميلر على موقع سبورتس رفرنس (الإنجليزية)